# National City
National City je město ve Spojených státech amerických. Nachází se v okrese San Diego County ve státě Kalifornie. Ve městě žije přibližně 56 tisíc obyvatel a jeho rozloha činí 23,6 km². Město bylo založeno 7. července 1868 a je tak druhým nejstarším městem v okrese San Diego. Leží na pobřeží San Diego Bay jižně od San Diega v Jižní Kalifornii v nadmořské výšce asi 20 m n. m. Asi 20 % oficiální rozlohy města tvoří vodní plochy. Kromě San Diega dále sousedí s městy Bonita a Chula Vista. 
Městem prochází California State Route 54 a protéká jím řeka Sweetwater. Asi dvě třetiny obyvatel města tvořili v roce 2020 Hispánci, 20 % Asiaté, 8 % běloši, 4 % Afroameričané, 2 % původní Američané a 1 % obyvatelé původem z tichomořských ostrovů. Největším zaměstnavatelem ve městě je nemocnice Paradise Valley Hospital.

## Rodáci
- Andrew Cunanan (1969–1997) – americký sériový vrah

## Partnerská města
- Olongapo, Filipíny
- Tecate, Mexiko